# Prisão preventiva
A prisão preventiva é uma medida de natureza cautelar decretada pela autoridade judiciária competente, não se confundindo com uma ação penal definida na sentença condenatória. É a sanção máxima que um suspeito de crime pode ter antes do julgamento e não se confunde com o cumprimento provisório da pena visto que, neste caso, já há uma decisão de mérito sobre a acusação formulada.

## No Brasil
A prisão preventiva não viola a garantia constitucional de presunção de inocência, se a decisão for devidamente motivada e a prisão for estritamente necessária nos termos dos artigos 311 a 316 do Código de Processo Penal.
É uma prisão cautelar que tem o objetivo de evitar que o acusado cometa novos crimes ou ainda que, em liberdade, prejudique a colheita de provas (destruição de evidências, intimidação de testemunhas, por exemplo) ou perigo de fuga. De acordo com o processualista Paulo Rangel, "se o indiciado ou acusado em liberdade continuar a praticar ilícitos penais, haverá perturbação da ordem pública, e a medida extrema é necessária se estiverem presentes os demais requisitos legais".
Pode ser decretada inclusive na fase investigatória da persecução criminal, ou seja, durante o inquérito policial.

### Código de Processo Penal
Segundo o Código de Processo Penal Brasileiro, arts. 311 a 316, pode ser decretada em qualquer fase do inquérito ou instrução criminal.(Vide nova redação dada pela Lei nº 12.403/2011).
A prisão preventiva poderá ser decretada:
1. A requerimento do Ministério Público, querelante ou assistente.
2. Mediante representação da autoridade policial competente.

O juiz não pode mais decretar a prisão preventiva de ofício, conforme a atualização realizada pela chamada Lei "Anticrime" (Lei n. 13.964/2019), que alterou o artigo 311 do CPP, com a seguinte redação:
"Art. 311. Em qualquer fase da investigação policial ou do processo penal, caberá a prisão preventiva decretada pelo juiz, a requerimento do Ministério Público, do querelante ou do assistente, ou por representação da autoridade policial."
Necessário prova da materialidade de crime e indícios suficientes de autoria (Fumus Commissi Delicti).
Motivos (fundamentos) para decretação (Periculum Libertatis):
1. Garantia da ordem pública
2. Garantia da ordem econômica
3. Conveniência da instrução criminal
4. Assegurar a aplicação da lei penal
5. Assegurar o cumprimento de medida protetiva de urgência (art. 20 da Lei Maria da Penha - nº 11.340/06)

Cabíveis nas seguintes situações:
1. Crimes dolosos (ação praticada com a intenção de violar o direito alheio), punidos com pena privativa de liberdade máxima superior a quatro anos (Art. 313,I, CPP) (a pena de reclusão deve ser cumprida em regime fechado (...) Considera-se regime fechado a execução da pena em estabelecimento de segurança máxima ou média, art. 33 caput e parágrafo 1º, "a" do CP);
2. Se houver dúvidas sobre sua identidade civil ou não fornecer elementos suficientes para esclarecê-la (Art. 313, parágrafo único, CPP);
3. Crimes cuja punição é a pena privativa de liberdade;
4. Se o réu já foi condenado por outro crime doloso com sentença transitada em julgado;
5. Se o crime envolver violência doméstica contra a mulher;
6. Não é cabível contra contravenção penal.

É vedada nos casos de Estado de Necessidade, Legítima Defesa, estrito cumprimento do dever legal e exercício regular de direito (causas excludentes de ilicitude - art. 23 e incisos do CPB).
Pode ser revogada e decretada sempre que necessário (decisão rebus sic stantibus - conforme o estado da causa)
1. Sua decretação ou negação deve ser fundamentada.
2. A apresentação espontânea do acusado não impede sua decretação.
3. Cabe recurso em sentido estrito contra despacho que indeferir requerimento de prisão preventiva.

### Casos notáveis
Em fevereiro de 2010, José Roberto Arruda tornou-se o primeiro governador de uma unidade da Federação brasileira, o Distrito Federal, a ser preso durante o exercício do cargo, sob forte comoção nacional e internacional. Foi uma prisão preventiva, com a declarada intenção de impedir que o acusado destruísse provas.
Após o encerramento das provas orais no inquérito, o ex-governador foi posto em liberdade, tendo sido revogada a sua prisão preventiva pelo órgão especial do Superior Tribunal de Justiça.
Já no caso Isabella Nardoni, os acusados ficaram presos temporariamente, durante as investigações preliminares. Mais tarde, foram postos em liberdade. Encerrado o inquérito policial e colhidas provas, foi oferecida a ação penal com pedido de prisão preventiva. Os réus foram pronunciados e presos preventivamente. Responderam a todo o processo ainda presos (diversos pedidos de habeas corpus foram rejeitados). Ambos foram condenados pelo Tribunal do Júri e aguardaram, ainda sob prisão preventiva, o julgamento, pelo Tribunal de Justiça de São Paulo, da apelação interposta.
No contexto da Operação Lava Jato e da Prisão de Luiz Inácio Lula da Silva, ficou conhecido nos meios de comunicação o "princípio Lula", um entendimento adotado pelo Supremo Tribunal Federal (STF) de que uma pessoa não pode ser presa (por condenação ou preventivamente) por qualquer "atraso da justiça". O entendimento jurídico utilizado em favor de Lula tem sido aplicado a outros presos condenados ou presos preventivamente com base no erga omnes, de que o ato jurídico vale para todos. Foi utilizado em 23 de março de 2018 pelo juiz da oitava vara criminal da Brasília Osvaldo Tovani para soltar um acusado de roubo e preso preventivamente. O mesmo princípio  foi citado pelo promotor Valmir Soares Santos, do Ministério Público do Distrito Federal e dos Territórios (MPDFT), ao pedir em 24 de março de 2018 a soltura de uma pessoa presa preventivamente desde janeiro por ter roubado um carro. Em 22 de março o STF julgou um habeas corpus preventivo; pelo entendimento da corte, para prisão em segunda instância o Tribunal Regional Federal da 4ª Região (TRF4) poderia emitir mandado de prisão contra o ex-presidente após o último recurso julgado no em 26 de março. No entanto, o "princípio Lula" impediu que TRF4 executasse a sentença de prisão. A jurista Janaina Paschoal, autora do pedido de impeachment de Dilma Rousseff afirmou que a "sessão que deu liminar proibindo a prisão de Lula foi um banho de água fria e parecia combinada" e que "foi um dia muito triste para a cidadania". A decisão do Supremo também foi alvo de críticas de procuradores da República e procuradores da Lava Jato. Um dos procuradores, Carlos Fernando de Lima, chegou a fazer um desabafo em sua página numa rede social: “O silêncio dos bons é a causa da audácia dos maus”.